# Droga upływu
Droga upływu – najkrótszy tor między biegunami izolatora, biegnący po jego powierzchni. 
Od relacji między długością drogi upływu (L) a długością łuku zależy możliwość wystąpienia przeskoku w czystych i suchych izolatorach. Przeskok następuje, gdy łuk osiąga 2/3 długości drogi upływu.
W izolatorze porcelanowym LP 60/5 droga upływu wynosi 52 cm.